# Ибрахим-бег
Ибрахим-бег је био османски командант Бара, познат по упорној одбрани града од напада Црногораца, крајем 1877. и почетком 1878. године. Послије вишемјесечне опсаде, град је заузела војска књаза Николе, 8. јануара 1878. године. У пратњи Селим-бега и Шабан-бега Бушатлије, Ибрахим-бег је пошао у штаб црногорске војске (који се налазио у кући надбискупа Бара) гдје је књазу Николи предао кључеве града. Ибрахим-бег је отпасао сабљу, али му је књаз Никола повратио и рекао: „Задржите је и носите поносно, јер ако град нијесте могли одржати, своју војничку част сјајно сте очували“. Послије пада Бара, Ибрахим-бег је са низамима пошао у Скадар.